# 20 Regiment Pieszy Koronny

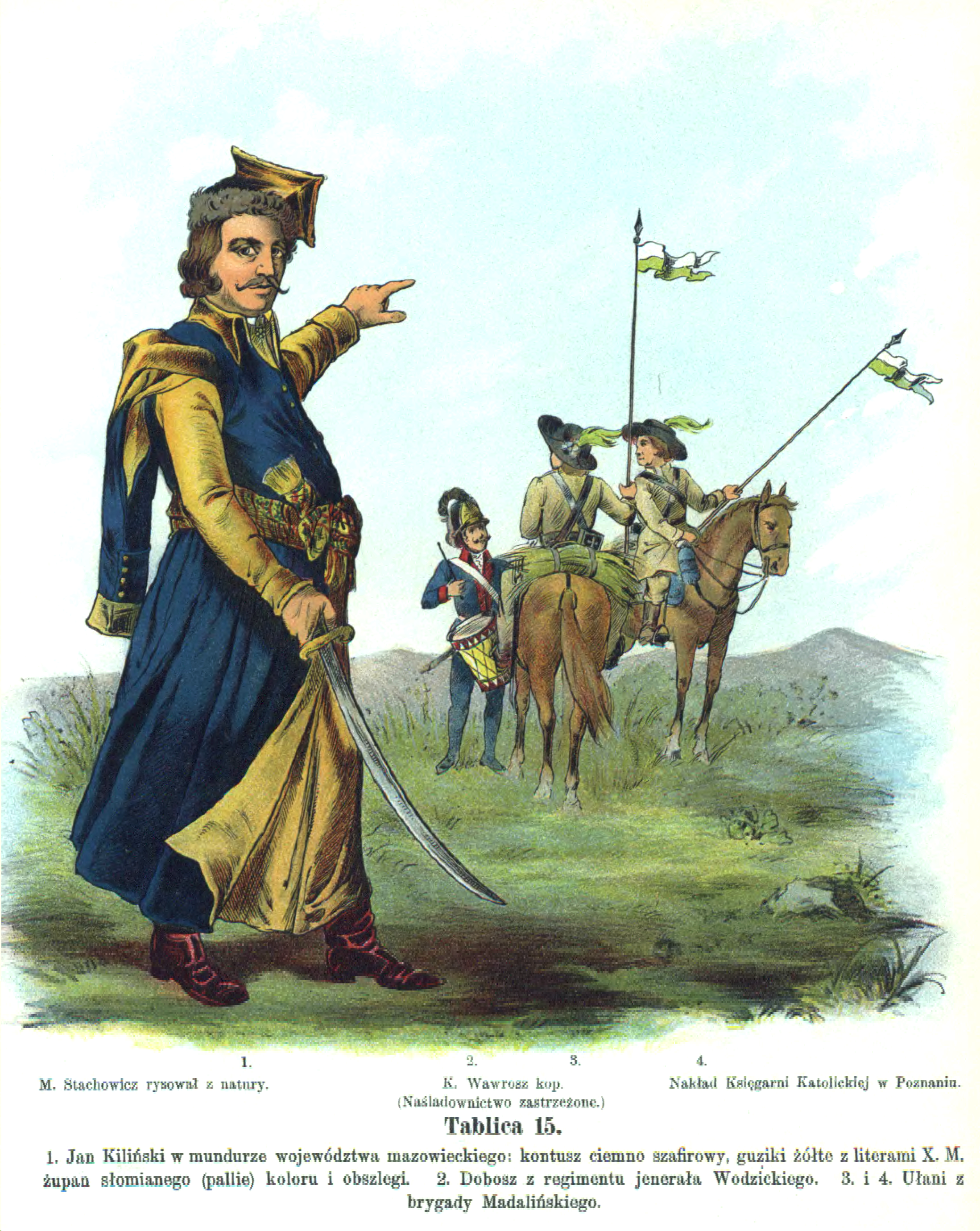
Jan Kiliński w mundurze województwa mazowieckiego

20 Regiment Pieszy Koronny – oddział piechoty armii koronnej wojska I Rzeczypospolitej.
Regiment został sformowany w czerwcu 1794 przez szewca Jana Kilińskiego z wziętych przymusowo do wojska mieszkańców Warszawy. Brał w działaniach zbrojnych w okresie insurekcji kościuszkowskiej

## Formowanie i zmiany organizacyjne
30 czerwca przywódca ludu stolicy w dniach insurekcji, Jan Kiliński, zgłosił  projekt uspokojenia wzburzonego miasta poprzez werbunek do wojska „ludzi luźnych”. Rada Najwyższa Narodowa zaakceptowała pomysł, polecając wypłacić Kilińskiemu na koszty rekrutacji 10 000 złp, a gen. lejtn. Józefowi Orłowskiemu wyznaczyć dom na koszary i wydzielić Kilińskiemu oficerów do pomocy. W pierwszych dniach lipca Kiliński pojechał do Naczelnika  z wnioskiem o utworzenie 20 regimentu. Wrócił do Warszawy i zaczął wcielać siłą Warszawiaków do swego oddziału, powołując się przy tym na udzielone mu rzekomo pełnomocnictwa. Na tego typu działania posypały się skargi różnych instytucji zarówno do prezydenta Ignacego Zakrzewskiego i do gen. lejtn. Orłowskiego. Skargi spowodowały że Naczelnik Tadeusz Kościuszko zabronił Kilińskiemu brać do wojska posesjonatów, rzemieślników i służbę domową, a zezwolił na wcielanie do regimentu wyłącznie „ludzi luźnych”. Wykonując zalecenia Kościuszki, gen. lejtn. Orłowski rozkazał Kilińskiemu opuścić z regimentem Warszawę i ulokować żołnierzy w koszarach ujazdowskich. Liczebność regimentu  w lipcu 1794 wynosiła 360 żołnierzy, 27 sierpnia regiment liczył 569 głów. Był to w zasadzie I batalion, ponieważ II batalionu do końca powstania nie utworzono. 30 września stan liczebny regimentu wynosił 613 głów. Na uzbrojeniu regiment posiadał 369 karabinów.

## Żołnierze regimentu
Organizatorem i dowódcą regimentu był  płk Jan Kiliński. W regimencie, oprócz Kilińskiego, służyło  23 oficerów delegowanych przez Kościuszkę z różnych jednostek. Byli to między innymi: ppłk Jan Strzałkowski i ppłk Józef Konarski. Pierwszym majorem regimentu był Franciszek Strzyżewski, drugim majorem Ksawery Markocki, a trzecim Łukasz Sosnowski. Kapitanem był  Julian Orłowski.* płk Jan Kiliński: